# Polkovnice, Zhurivka
Polkovnice (în ucraineană Полковниче) este un sat în comuna Turivka din raionul Zhurivka, regiunea Kiev, Ucraina.

## Demografie
Componența lingvistică a localității Polkovnice
     Ucraineană (100%)
Conform recensământului din 2001, toată populația localității Polkovnice era vorbitoare de ucraineană (100%).